# 九州電気軌道200形電車
九州電気軌道200形電車（きゅうしゅうでんききどう200がたでんしゃ）は、九州電気軌道（現：西日本鉄道）が路面電車路線の北九州線向けに製造された電車である。

## 概要・運用
1911年6月の北九州線開業時に導入された木造ボギー車の1形はその後も主力車両として活躍を続けたが、1930年代以降老朽化が目立つようになっていた。そこで、1形のうち9両と余剰となった散水車3両の台車や機器を流用する形で製造が実施されたのが200形である。
車体は両端2箇所に引き戸を有する半鋼製で、北九州線初で初めて鋼製車体を用いた66形（車体交換前）に準じたものであったが、製造を手掛けたメーカーによって車体形状に若干の差異が存在した。また、製造当初は種車の台車（ブリル 27GE-1形）の都合上高床式となり、主電動機の出力値も66形以降の半鋼製電車（45 kw）と比べて低い37.3 kwだった。主幹制御器についても種車のゼネラル・エレクトリック製の機器（GE-K14）がそのまま用いられた。車内の座席は全席ロングシートで、照明には白熱灯が用いられた。
1934年から1937年にかけて日本車輌製造製の6両（201 - 206）、汽車製造製の6両（207 - 212）が導入されたが、他の半鋼製電車と比較しての性能不足に加え、27GE-1形台車の固定軸距が軌間（1,435 mm）より狭い事に起因する高速運転時の振動多発が課題となっていた。そのため、第二次世界大戦後の1952年に改造が実施され、台車を車輪径が小さい日立製作所製のKBD-11形に、主電動機を出力45 kwのものに交換する事で他車と性能や床面高さを合わせた他、乗降扉についても引き戸から2枚折戸に変更した。それに伴い、扉付近の側面形状にも変化が生じた。更に1954年以降は照明の蛍光灯への変更など車内の改良も実施された。
以降も全車北九州線で使用されたが、ダイヤ合理化に伴い余剰となり、1973年12月から1977年3月にかけて全車廃車となった。ワンマン運転への対応工事は実施されなかった。